# 酸化的付加
酸化的付加（さんかてきふか、oxidative addition）と還元的脱離（かんげんてきだつり、reductive elimination）は、有機金属化学における二つの重要な反応形式である。それらの関係を下記に示す。「y」を配位子の数、「n」を金属の酸化数とする。
酸化的付加：　Mn・Ly + X-Y → X-Mn+2-Y・Ly　
還元的脱離：　X-Mn+2-Y・Ly → Mn・Ly + X-Y
M:金属, n:酸化数, L:配位子, y:配位子の数
酸化的付加では、空の配位場と、比較的低い酸化数を持つ金属錯体が、酸化を受けながら、共有結合 (X-Y) へ挿入 (insertion) する。そのとき、酸化数（形式酸化数）と、中心金属上の電子の数がともに +2 増加する。酸化的付加による金属の挿入は、さまざまな共有結合に対して起こりうるが、水素-水素、炭素(sp3)-ハロゲン原子、の場合がもっとも普通にみられる。sp2混成の、ビニル、アリール炭素のときでも酸化的付加は起こる。ビニル炭素上での酸化的付加は、二重結合の立体化学を保持しながら進行する。
還元的脱離は、酸化的付加の逆反応である。還元的脱離は、そのときに新しく生成する X-Y 結合が強い場合に有利となる。還元的脱離が起こるためには、結合する二つの配位子が金属上の配位場において隣接位に位置する必要がある。
酸化的付加や還元的脱離は遷移金属錯体によって触媒される多くのカップリング反応において、素反応として組み込まれていると考えられており、有機合成的な立場からも重要な反応である。また一般に、有機ハロゲン化物の遷移金属に対する酸化的付加反応によって有機金属化合物を合成する事が出来る。